# 自卫队指挥通信系统队
自卫队指挥通信系统队是位于日本東京都防卫省市谷地区的统合幕僚监部（指挥及通信系统部指挥通信系统运作科）下属情报通信部队。依据《自卫队法》第21条之二《共同部队》和《自卫队法》执行令第30条之16，该部队具有存在必要性。通称“C4SC”。

## 概要及目的
迄今为止，陆、海、空自卫队参加的联合国观察员部队、国际紧急援助队等为代表的“综合部队”（由2个以上自卫队组成的部队）是根据要求随时编制的，并执行由综合幕僚长（旧：统合幕僚会议主席）下达的任务。根据中期防卫力整备计划（2005）的构想，该队成为了自卫队创建以来的第一个常设统合部队。
自卫队指挥通信系统队的任务一直由综合幕僚监部指挥通信系统部指挥通信系统运用科执行。该队由地面自卫队、海上自卫队、空中自卫队的自卫官员及办公室官员和技术官员组成。2014年新编网络防卫队，在编人数达300多人。网络防卫队正在研究将人力扩大到1000名的方案。

## 历史
(包括前史)
- 2002年（平成14年）3月：联合幕僚会议秘书处第三幕僚室（J-3）处新编了“防务信息和通信基础管理运营室”
- 2006年（平成18年）3月：随着综合幕僚监督部新编，防卫信息通信基础管理办公室被编入统幕指挥通信系统部（J-6）
- 2008年（平成20年）3月26日：废除统幕指挥通信系统操作科中央指挥所管理操作室、防卫资讯及通信基建管理操作室，完成自卫队指挥通信系统队的编制（当时约有160人）。
- 2013年（平成25年）
  - 干部自卫官（軍官）作为联络官常驻於美国战略司令部美国网战司令部所在地，致力于将来的合作。
  - 5月16日: 设立网络防卫队（暂称）准备室。[2]
- 2014年（平成26年）3月26日：废除保全审计队，完成网络防卫队编制（约110名人员）。[3]
- （时间未定）：根据2019年中期防衛力整備計畫（日语：中期防衛力整備計画 (2019)），预计新增一支网络防卫队

## 部队编制
- 指挥中心
  - 网络操作队：负责维护和运行防御信息和通信基础设施（日语：防衛情報通信基盤）以及通信审计
  - 网络防卫队：负责对防御信息和通信基础进行网络战防护[4]
  - 中央指挥所运作队：负责中央指挥所的管理运作

## 脚注及参考文献
1. ↑  . 共同通信. 2017-07-17  [2017-10-24]. （原始内容存档于2017-10-24）.
2. ↑  サイバー防衛隊（仮称）準備室の新設について （页面存档备份，存于）（防衛省報道資料、2013年5月15日、2013年5月26日閲覧）
3. ↑  防衛省人事発令（1佐職、2014年3月26日発令）
4. ↑  自衛隊にサイバー防衛隊 90人態勢、24時間監視 反撃能力の可否を検討 （页面存档备份，存于）（47NEWS、2014年3月26日）

## 相关项目
《自卫队法》执行令
- 防卫省（HP）关于自卫队应对网络攻击的问题
- 新编网络防卫队（防卫部通知：2014年3月25日）
- 联合作战
- 自卫队C4I系统
- 海外派遣自卫队
- 美国网战司令部 - 美军的网络反恐专业综合特遣队。
- 中国人民解放军61398部队 - 中華人民共和国的网络战部队。
- 安全操作中心
- 卡内基梅隆大学亨氏学院 - 位于美国加利福尼亚州的网络安全研究机构。防卫省也从培养网络要员的角度出发，让干部自卫官员到海外留学。